# 弗拉基米尔大公号核潜艇
“弗拉基米尔大公”号核潜艇（俄語：АПЛ Князь Владимир）是俄罗斯海军建造的北风之神级核动力弹道导弹潜艇，隶属于北方舰队第31潜艇师。
“弗拉基米尔大公”号核潜艇以弗拉基米爾一世·斯維亞托斯拉維奇大公的名字命名，配备了“布拉瓦”潜射弹道导弹。